# Laval-Kaufmann-Abkommen
Das Laval-Kaufmann-Abkommen war eine zwischen der deutschen Regierung und dem französischen Vichy-Regime am 22. November 1942 getroffene und am 23. Januar 1943 unterzeichnete Vereinbarung, nach der ein großer Teil der nach der deutschen Besetzung Südfrankreichs im November 1942 in und bei Marseille festliegenden französischen Handelsflotte de facto in deutsche und italienische Hand gelangte.
Es folgte auf das am 28. August 1942 unterzeichnete Abkommen von Nevers, mit dem Vichy-Frankreich 29 dänische, norwegische und griechische Schiffe an die Achsenmächte auslieferte.

## Vorgeschichte
Die Versorgung der deutschen und italienischen Truppen in Nordafrika war schon im Sommer 1941 kritisch geworden, da einerseits Italien nur beschränkt Schiffsraum zur Verfügung stellen konnte und andererseits die Schiffsverluste durch U-Boote, Kampfflugzeuge und Minen immer weiter anstiegen. Bei den italienischen Seeleuten wurde die Schifffahrtsroute nach Libyen „Rotta della Morte“ (Route des Todes) genannt. In Berlin erkannte man die kritische Lage und begann, Druck auf Vichy auszuüben, um Zugriff auf zusätzlichen Schiffsraum zu bekommen. Das Vichy-Regime hatte bereits zuvor insgesamt 50 Schiffe an Deutschland ausgeliefert, die deutschen Kriegsgegnern gehörten und im nichtbesetzten Frankreich oder in Französisch-Nordafrika Zuflucht gefunden hatten. Zunächst stimmte Vichy nur der Vercharterung von acht Schiffen ohne Besatzungen an Italien zu, weigerte sich aber, weitere griechische, belgische, niederländische, dänische oder norwegische Schiffe auszuliefern, die seit dem Waffenstillstand vom Juni 1940 in französischen Häfen festsaßen. Schließlich lieferte Vichy dann doch acht weitere Frachtschiffe mit zusammen 22.387 BRT an Deutschland aus; dabei handelte es sich um dänische, belgische, niederländische und jugoslawische Schiffe, d. h. Schiffe aus vom Deutschen Reich okkupierten Ländern. Da Deutschland nicht genügend Personal verfügbar hatte, um Besatzungen für diese Schiffe zu stellen, wurden sie an Italien weitergegeben; sie alle sanken im weiteren Verlauf des Kriegs unter italienischen Flagge.

## Das Abkommen von Nevers
Am 21. Dezember 1941 forderte das Deutsche Reich bei neuen Verhandlungen der Waffenstillstandskommission in Wiesbaden die Überlassung von dänischen und norwegischen Schiffen mit insgesamt 125.000 BRT. Diese Forderung wurde von der Regierung Darlan zurückgewiesen. Im Sommer 1942 erhöhte Deutschland seine Forderung auf 135.000 BRT, während Italien gleichzeitig die Herausgabe aller in Frankreich verbliebenen griechischen Schiffe verlangte. Die Achsenmächte beriefen sich dabei darauf, dass diese Länder von ihnen besetzt und sie daher Besitzanspruch hätten und dass diese Schiffe zum Kampf gegen den Bolschewismus beitragen würden.
Bei Verhandlungen am 26. und 27. August 1942 in Nevers bezifferte der Hamburger Gauleiter Karl Kaufmann, am 30. Mai 1942 ernannter Reichskommissar für die Seeschifffahrt, den Bedarf des Reiches mit 200.000 BRT und betonte dabei, dass dieser Bedarf mit französischen Schiffen zu komplettieren sei, wenn nicht genug ausländische Tonnage vorhanden sei. Am 28. August unterzeichnete Ministerpräsident Pierre Laval das sogenannte Abkommen von Nevers (l'accord de Nevers), mit dem Vichy-Frankreich 29 dänische, norwegische und griechische Handelsschiffe mit insgesamt rund 115.000 BRT an ihre „rechtmäßigen Besitzer“ zurückgab. Das Reich hatte diese rechtmäßigen Besitzer in den besetzten Ländern zuvor dazu verpflichtet, die Schiffe sofort nach ihrer Pro-forma-Rückgabe an das deutsche Reichskommissariat für die Seeschifffahrt zu verchartern, von dem sie dann zur Bereederung an deutsche Reedereien oder an Italien weitergereicht wurden. Da es Schwierigkeiten bereitete, Besatzungen zu mobilisieren, waren von diesen Schiffen bis zum 8. November 1942, dem Beginn der britisch-amerikanischen Invasion Französisch-Nordafrikas (Operation Torch), erst sechs in italienischen Häfen eingetroffen.

## Die deutsche Forderung vom November 1942
Zu diesem Zeitpunkt war die Verfügbarkeit an Schiffsraum so kritisch, dass die italienische Marine zeitweise 47 ihrer U-Boote zum Frachtdienst nach Nordafrika aufbieten musste. Gleichzeitig befanden sich andererseits 177 französische Handelsschiffe mit zusammen mehr als 700.000 BRT in Häfen der bisher noch unbesetzten Freien Zone Frankreichs blockiert, die meisten in Marseille und im Étang de Berre. Bei der am 10. und 11. November erfolgten deutschen Besetzung der Freien Zone Frankreichs (Unternehmen Anton) wurden die Wehrmachts-Befehlshaber angewiesen, diese Schiffe unter bewaffnete Bewachung zu stellen. Am 20. November verlangte Deutschland, die nun leider für Frankreich nutzlosen Schiffe selbst zu nutzen. Ministerpräsident Laval stimmte mündlich diesem Verlangen zu. Bereits am folgenden Tag wurde die Kriegsmarine angewiesen, eine gewaltsame Übernahme der Schiffe vorzubereiten, sollte die Vichy-Regierung der verbalen Zusage Lavals nicht zustimmen. 150 Marineoffiziere und 750 Mannschaften, die durch die Absage des Einmarsches in Spanien („Fall Gisela“) verfügbar geworden waren, wurden nach Marseille geschickt, um dort die Schiffe zu übernehmen und auch die durch das Abkommen von Nevers bereitgestellten, aber noch immer in Marseille liegenden Einheiten endlich nach Italien in Marsch zu setzen.

## Vorwegnahme des Abkommens
Eine gewaltsame Übernahme der französischen Schiffe wurde nicht nötig. Schon am 22. November bestätigte Laval in einem an Reichskommissar Kaufmann übergebenen Schreiben seine zwei Tage zuvor mündlich gegebene Zusage, ohne dies mit seinem Kabinett abzustimmen; selbst der Marineminister, Admiral Abrial, war nicht eingeweiht. Dem Deutschen Reich wurde, in Anbetracht des dringenden Bedarfs an Transportraum zur Rückeroberung Nordafrikas, freies Verfügen über 159 französische Schiffe mit zusammen 646.000 BRT eingeräumt (etwa ein Viertel des Schiffraums der französischen Handelsflotte im Jahre 1939), entweder mit ihren bisherigen Besatzungen oder mit neuen Besatzungen aus Freiwilligen. Lediglich 18 Schiffe mit insgesamt rund 50.000 BRT wurden für französischen Bedarf (Kabotage an der Mittelmeerküste, Verbindungen mit Korsika und Spanien) zurückbehalten.
Am 1. Dezember fand in Rom ein deutsch-italienisches Treffen statt, mit Hermann Göring, Feldmarschall Albert Kesselring, Feldmarschall Erwin Rommel, Reichskommissar Karl Kaufmann, General Ugo Cavallero (Generalstabschef des italienischen Comando Supremo) und Admiral Arturo Riccardi (Admiralstabschef der italienischen Marine und Staatssekretär im Marineministerium). Es ging um die Aufteilung dieses von Frankreich erpressten Beitrags. Den beiden Achsenmächten standen zu diesem Zeitpunkt im Mittelmeer nur etwa 1.000.000 BRT Schiffsraum zur Verfügung, wovon rund 600.000 BRT zur Versorgung der Truppen in Nordafrika designiert waren. Um sich in Libyen und Tunesien behaupten zu können, forderte Rommel eine gesicherte Versorgung mit 375.000 Tonnen Nachschub monatlich. Der weitaus größte Teil der französischen Schiffe wurde daher für die Versorgung Nordafrikas bereitgestellt, wo sie eine Verdoppelung der einsetzbaren Transportkapazität darstellten. Der Rest wurde auf die Adria, die Ägäis und das Schwarze Meer verteilt. Da Deutschland nicht in der Lage war, die notwendigen Besatzungen zu stellen, sollte der größte Teil, rund 500.000 BRT, mit italienischen Besatzungen und unter italienischer Flagge fahren.
Ohne die Unterzeichnung der Vereinbarung abzuwarten, die den Transfer der französischen Schiffe zu den „gemeinsamen Anstrengungen“ formell besiegelte, nahmen deutsche Marineangehörige bereits am 26. November in Bizerta den Tanker Sud Est (627 BRT) in Besitz. Zahlreiche weitere Schiffe wurden im Dezember 1942 und Januar 1943 durch die Leute des am 26. November ernannten Seetransportchefs Marseille, Konteradmiral Menche, ebenso übernommen. Der Stab des Vizeadmirals Weichold in Rom, Deutscher Admiral beim Admiralstab der Königlich italienischen Marine und seit 22. November 1941 auch Befehlshaber des Deutschen Marinekommandos Italien, war verantwortlich für die Überführung der Schiffe und die Bereitstellung der bewaffneten Begleitschiffe, die allerdings besonders in den ersten Wochen bei weitem nicht in ausreichender Zahl zur Verfügung standen.

## Das Abkommen
Erst am 23. Januar 1943, nachdem die rechtlichen und administrativen Einzelheiten ausgehandelt worden waren, wurde das Abkommen in Paris unterzeichnet, auf französischer Seite von Louis Nicol, dem Direktor der Handelsmarine (Directeur de la Marine Marchande), auf deutscher von Reichskommissar Karl Kaufmann. Es wurde als das Laval-Kaufmann-Abkommen (l'accord Laval-Kaufmann) bekannt. Es sah vor, dass das Deutsche Reich, bzw. das Reichskommissariat für die Seeschifffahrt, insgesamt 159 Schiffe kostenlos charterte: 31 Passagierschiffe, 112 Frachtschiffe und 16 Tanker. Das Reich würde Entschädigung für Schiffsverluste zahlen, aber nicht auf Fahrten nach und von Nordafrika. Für die in der Adria, der Ägäis und dem Schwarzen Meer eingesetzten Schiffe – und nur für diese – erklärte sich das Reich bereit, einen Pachtzins in Höhe von 5 % ihres Wertes am 31. August 1939 sowie einen Abschreibungszins von 5 % dieses Wertes für die gesamte Nutzungszeit zu zahlen. Der Vorschlag Lavals, die Schiffe unter französischer Flagge mit französischen Besatzungen fahren zu lassen, wurde nicht aufgegriffen; einerseits zeigten die französischen Besatzungen keine Neigung, als Freiwillige für die Besatzungsmacht zu arbeiten, andererseits waren auch die Deutschen, nach dem Beitritt der befreiten französischen Gebiete in Afrika in den Krieg gegen die Achse, nicht bereit, freiwillige Helfer mit zweifelhafter Loyalität zu akzeptieren.
Die Übergabe eines jeden Schiffs sollte nach einem einheitlichen Prozedere erfolgen. Eine bewaffnete deutsche Wachmannschaft kam mit einem Kapitän der deutschen Handelsmarine und einer deutschen Rumpfbesatzung an Bord. Unter Aufsicht der Wache hatten die französischen Seeleute eine Stunde Zeit, ihre Sachen zu packen und das Schiff zu verlassen. Während dieser Zeit machten der bisherige französische Kapitän und der neue deutsche eine schnelle Bestandsaufnahme des Zustands des Schiffes und der an Bord befindlichen elementaren Versorgungsgüter (Treibstoffe, Lebensmittel, Verbrauchsgüter) und Materialien. Unterdessen hisste die deutsche Besatzung die deutschen Flagge; in manchen Fällen hatten die neuen Besitzer soviel Verständnis, dass sie mit dem Flaggenhissen warteten, bis die französische Besatzung ihr Schiff verlassen hatte. Auch bei den anderen Aspekten der Übernahme ging es häufig nicht buchstabengetreu nach Vorschrift zu. Zumeist wurde den scheidenden Besatzungen mehr Zeit zum Packen eingeräumt, und die meisten deutschen Kapitäne zeichneten, ohne die bei einer ordnungsgemäßen Charter übliche eigene Gegenkontrolle, die ihnen von den französischen Kapitänen präsentierten Inventarlisten ab.
Auch die Schiffe, die an Italien übergeben werden sollten, wurden zunächst von deutschen Besatzungen und unter deutscher Flagge übernommen. Man hatte befürchtet, dass in Anbetracht des tiefsitzenden französischen Grolls über den italienischen „Dolchstoß in den Rücken“ vom 10. Juni 1940 ein Auftreten italienischer Marineangehöriger in Marseille die Übernahmeaktion gefährden könnte.
Die nicht an Italien weitergegebenen, sondern von Deutschland übernommenen Schiffe wurden der halbstaatlichen deutschen Mittelmeer-Reederei zur Bereederung zugewiesen, erhielten in der Mehrzahl deutsche Namen und wurden unter der Reichsdienstflagge in Dienst gestellt. Eine Anzahl von ihnen wurden jedoch schon sehr bald von der Kriegsmarine requiriert und zu Hilfskriegsschiffen (Minenschiffen, Sicherungsschiffen, Wohnschiffen usw.) umgerüstet und unter der Kriegsflagge mit Kriegsmarinebesatzungen in Dienst genommen.

## Verbleib der Schiffe
Nur ein sehr geringer Teil der an die beiden Achsenmächte übergebenen französischen Schiffe überstand den Krieg. Rund 400.000 BRT wurden unter deutscher oder italienischer Flagge durch Feindeinwirkung versenkt und etwa 270.000 BRT wurden 1944 beim Rückzug der deutschen Truppen selbstversenkt.